# Rafael Mendoza Avilés
Rafael Mendoza Avilés (Guayaquil, 25 de septiembre de 1899-Guayaquil, 23 de abril de 1977) fue un médico y político ecuatoriano.

## Biografía
Nació el 25 de septiembre de 1899 en Guayaquil. Realizó sus estudios secundarios en el Colegio Nacional Vicente Rocafuerte y los superiores en la Universidad de Guayaquil, donde obtuvo el título de médico en 1925.
Trabajó por varias décadas en el Hospital General (hoy conocido como Hospital Luis Vernaza), además de haber sido catedrático de la Universidad de Guayaquil y rector de la misma.
Incursionó en la política durante la revolución del 28 de mayo de 1944 en la que se puso fin a la presidencia de Carlos Arroyo del Río. Posteriormente fue gobernador, concejal, vicepresidente y presidente del consejo cantonal de Guayaquil (el equivalente a alcalde en aquella época).
Fue elegido diputado funcional por la Universidad de Guayaquil para la Asamblea Nacional que redactó la Constitución de Ecuador de 1945.
Para las elecciones municipales de 1948 fue candidato a la alcaldía de Guayaquil por el partido Unidad Popular Republicana (UPR) pero perdió por mínima diferencia ante Rafael Guerrero Valenzuela, candidato del Partido Liberal Radical Ecuatoriano.
En 1952 ocupó brevemente la alcaldía de Guayaquil por designación del presidente José María Velasco Ibarra luego del destierro del alcalde Carlos Guevara Moreno. Su gestión se centró en obras de agua potable, relleno sanitario y construcción de viviendas.
Falleció el 23 de abril de 1977.

## Reconocimientos
En 1981 se bautizó en su honor uno de los puentes que forman parte del complejo vial conocido como Puente de la Unidad Nacional, debido al apoyo que realizó durante su alcaldía a la creación del comité para la construcción del complejo.